# Pardosa pertinax
Pardosa pertinax este o specie de păianjeni din genul Pardosa, familia Lycosidae, descrisă de Von Helversen în anul 2000.
Este endemică în Grecia. Conform Catalogue of Life specia Pardosa pertinax nu are subspecii cunoscute.